# Etuda št. 6 (Ligeti)
Etuda za klavir št. 6, »Automne à Varsovie« (Jesen v Varšavi) je delo skladatelja Györgyja Ligetija.
Zadnja v prvem zvezku etud, »Automne à Varsovie« je tudi najdaljša in morda najbolj poglobljena in privlačna. Tako kot druge etude tudi ta raziskuje manifestacije skupnega koncepta: lepljenja ene ali več melodij v različnih hitrostih na podlago ponavljajočega pulza, ki je tukaj notiran v šestnajstinkah. Njeni sloji so vseskozi tekoči, kombinacija krajših ali daljših podskupin šestnajstink, s hitrejšimi ali počasnejšimi melodijami, ki jih oblikuje skrajno občutljivo. Zdi se nenavadno, kako lahko Ligeti prevara poslušalca z glasbo, v kateri tako prevladujejo padajoče kromatične lestvice, ki so bile potrošno blago melodrame 19. stoletja in vendar proizvede tako samoniklo in poglobljeno etudo. 
Okoli 80 kromatičnih fraz, ki utrujeno sestopajo skozi etudo (tako kot izčrpani delavci, ki se vračajo domov, združeni v resignaciji in razločljivi samo po hitrosti njihove hoje) vztrajno prinaša v to glasbo potrtost. Zato veliko fraz, ki se venomer spuščajo in vendar nikoli ne izgleda, da grejo nižje, spominja na glissando Shepard-Risset in na neizmerno melanholijo brezobraznih figur M. C. Escherja, ki mukoma že bogvekaterič premagujejo neskončno stopnišče, ki ne gre ne navzgor ne navzdol. 
Ligeti stalno poudarja sorodnost med svojo glasbo in Escherjevimi skrivnostnimi risbami, toda ta skladba uteleša tudi zaskrbljenost zaradi političnega nemira na Poljskem v zgodnjih 1980-ih (od tega tudi posvetilo skladbe »posvečeno mojim poljski prijateljem« in chopinovski karakter arpeggiranih figur), tematika, s katero se ukvarja tudi Diario polacco 2 Luigija Nona iz leta 1982.
Tehnična privlačnost se nahaja v relaciji med ponavljajočimi se šestnajstinkami in polimetričnimi kanonskimi vstopi melodije, katere fraze drsijo skozi vse registre, nad in pod šestnajstinkami, včasih pa si vtkejo pot skozi njih. Najpogosteje je šestnajstinsko ozadje sestavljeno iz skupin po 4 (včasih tudi 2, 3, 5, 6, 7 in 8) in ustvarjajo nove polimetrične situacije. Na treh mestih se celotna tekstura dvigne v pospešujoč crescendo. V drugem in tretjem crescendu se skupine po 3 spremenijo v skupine po 2 in nato v lestvični šestnajstinski postop. Za razliko od njiju se prvi crescendo razširja, skupine po 5 prehajajo v 6,7,8 itd., dokler nepričakovano ne utihnejo v osrednjem delu, kjer šestnajstinsko gibanje odrveni. 
Medtem ko se metrični karakter kontinuuma spreminja, so melodije v superpoziciji sestavljene bolj formalno in izbirajo svoje tempe iz dolžinskih enot treh, štirih, petih ali sedmih šestnajstink. Vsaka ima po 3 različne fraze, tretja je vedno daljša kot ostale; vse dokler njihove ločene identitete ne postanejo del menzuralnih kanonov. Vsaka melodija se strogo drži svojih izbranih dolžinskih enot, npr. osmink s piko, z izjemo pomembnih not, ki so v glavnem zadnje v frazi in je njihova dolžina natanko enkrat daljša. Tako npr. prva melodija v desni roki vsebuje 3 fraze z metrumom 5-šestnajstinskimi enotami, ki so razvrščene na sledeči način:
- Fraza 1: 5  5  5  10
- Fraza 2: 5  5  5  5  10
- Fraza 3: 10 5  5  5  5  5  5  5  10  5  10

Ta pogrezajoči se postop pripomore k solzavemu efektu te »žalostinke«. Prvi dve frazi se začenjata na isti višini, druga je za enoto daljša in konča polton nižje. Tretja začne višje, se v svojem kromatičnem padanju zvije in konča še nižje. 
Ko so melodije pospešeno položene ena na čez drugo, občutek dvigovanja in hkratnega padanja (kakor da ne bi mogli doseči ne višine ne globine) postaja vedno bolj paradoksalen in moteč. Nadalje, jasno razpoznavne oblike teh melanholičnih linij (še vedno tipiziranih s svojo 3-frazno zgradbo) se pojavljajo tudi v drugih Ligetijevih delih. Pripadajo arhetipskemu konceptu passacaglie, ki je osnovana na velikih delih Monteverdija in Purcella. Od takta št. 18 se melodije začnejo nalagati v plasteh v različnih tempih. Najprej se v osminkah s piko pojavi altovski del, ki prevzema počasnejši korak desne roke, ki tukaj ostaja v enotah 5 in 10. Kmalu nato 3 in celo 4 melodije (nekatere izmed njih podvojene na čisti kvinti) zaslišimo skupaj v različnih hitrostih kot pri polimetričnem kontrapunktu na vrhu strani 35, kjer so štiri padajoče kromatične linije z dolžinskimi enotami 3, 4, 5 in 7 postavljene nasproti šestnajstinskem ozadju, razvrščenih v po tri šestnajstinke.
Zanimiv je skladateljev pristop k ustavitvi in utišanju tega neprekinjenega toka elementov, ki se dvigujejo in padajo. Ligetijeva rešitev je sestaviti njihovo zmedo v smislu naraščajoče ritmično-melodične anarhije, dokler vse ne zruši v grmečem spustu do najnižje oktave. Vendar pa ni najbolj presenetljiv konec, temveč praznina v srednjem delu skladbe, kjer šestnajstinsko gibanje izgine in ostane melodija sama, vsaka od njenih treh fraz pa je podvojena s tritonusom in sicer 5 oktav narazen. To je še ena od Ligetijevih skrivnostnih praznin, podobna kot odprtina v Lontanu, kjer utihne cel orkester in ostane samo brezosebno piskanje violine visoko nad tubino najnižjo noto.